# Col des Champs
Col des Champs – przełęcz w południowo-wschodniej części Francji, w departamencie Alpy Górnej Prowansji, w regionie Prowansja-Alpy-Lazurowe Wybrzeże. Leży na wysokości 2087 m n.p.m. i przebiega przez nią droga łącząca Saint-Martin-d’Entraunes z Colmars. Droga ta biegnie dalej przez przełęcz Col d’Allos do Barcelonnette.

## Galeria

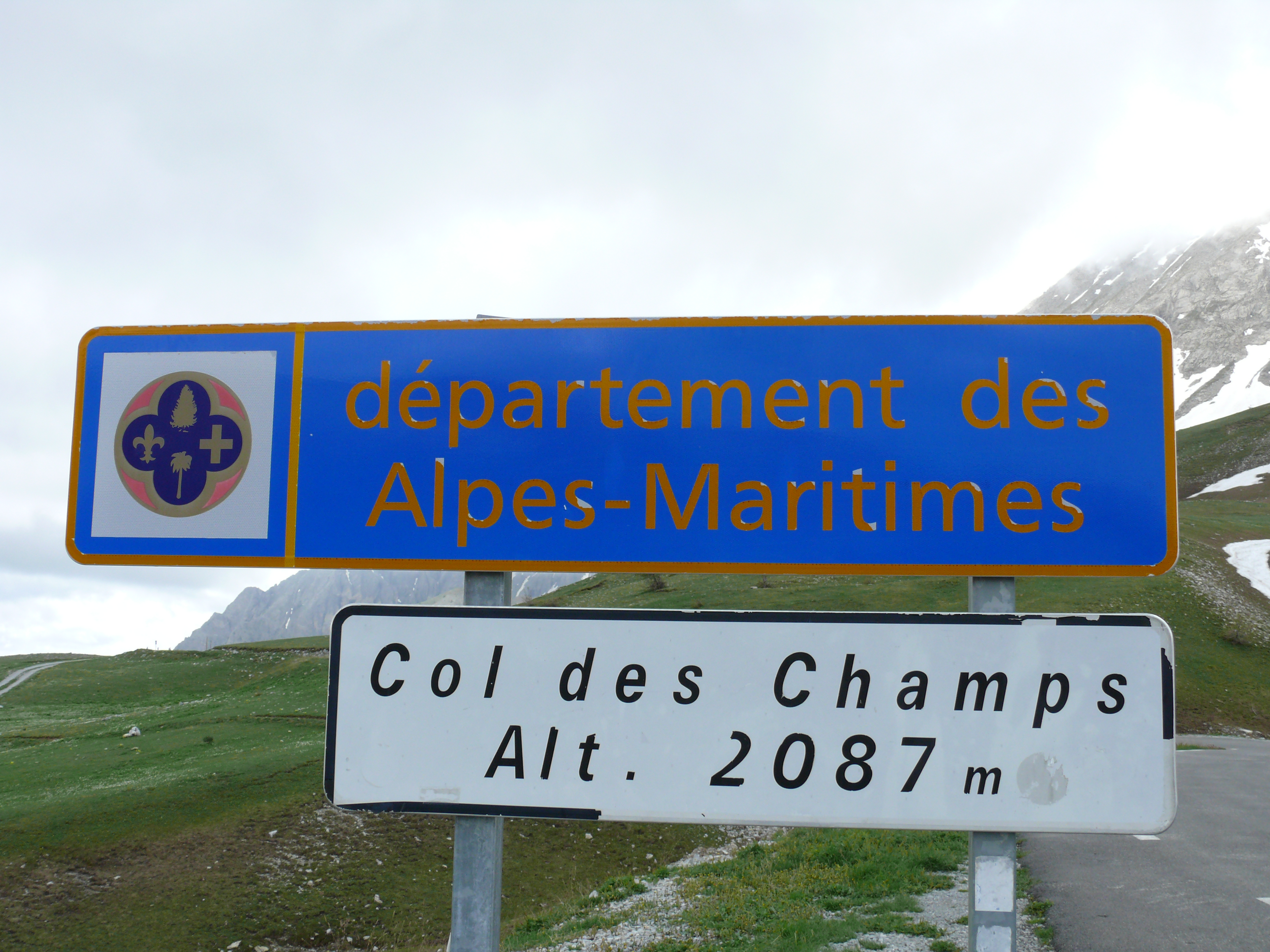
Znaki informacyjne na przełęczy
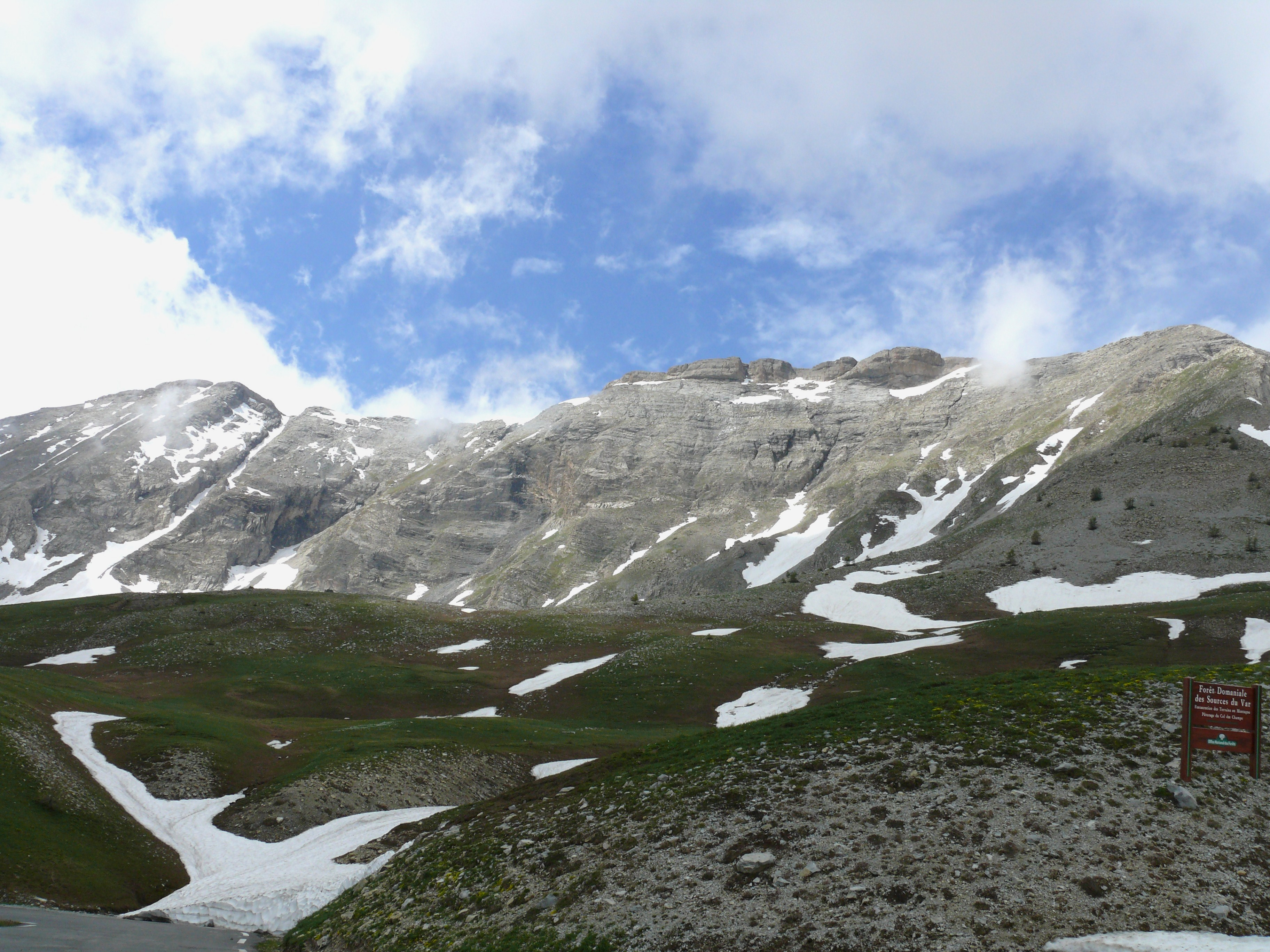
Col des Champs, Dent de Lièvre i Colle Basse